# Harold Missingham

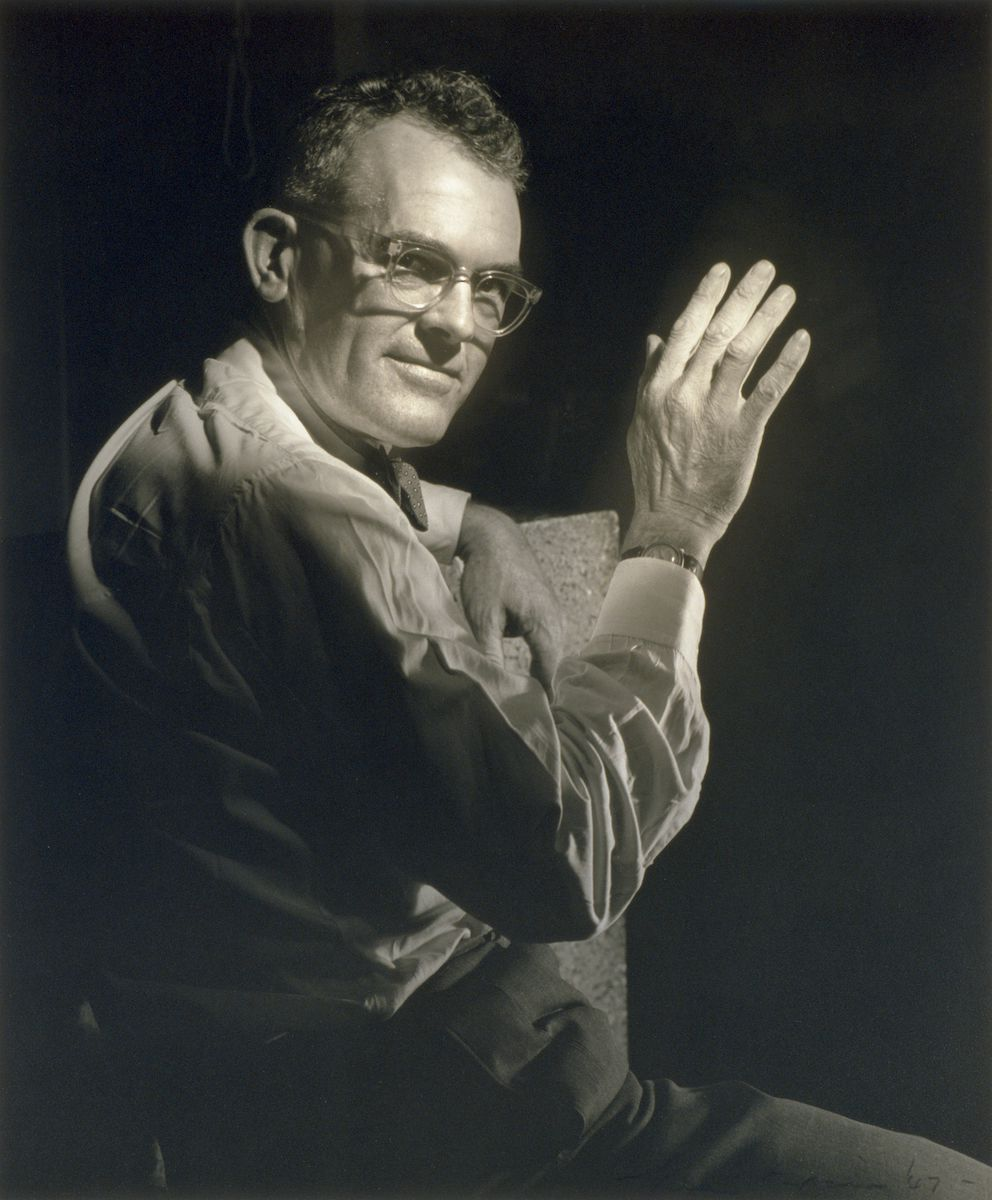
Harold Missingham, 1947.

Harold „Hal“ Missingham OA (* 8. Dezember 1906 in Claremont, Perth, Western Australia; † 7. April 1994 in Midland, Perth, Western Australia) war ein australischer Maler, Fotograf und Direktor der Art Gallery of New South Wales.

## Leben
Harold „Hal“ Missingham war das als siebte von acht Kindern der in New South Wales geborenen Eltern David Missingham, Ingenieur, und dessen Ehefrau Anne Florence, geborene Summers. 1920 kam sein Vater bei einem Bergbauunfall ums Leben, wonach er die Perth Boys’ School verließ. Der begabte Zeichner und Maler absolvierte 1922 eine Ausbildung als Graveur bei J. Gibbney & Son Pty Ltd und studierte nebenher von 1922 bis 1926 in Teilzeit am Perth Technical College bei James W. R. Linton und A. B. Webb.
Nach seinem Studium reiste Missingham 1926 nach England, wobei er seinem Freund Jamie Linton folgte, dem Sohn seines Lehrers, der Perth bereits 1925 dorthin verlassen hatte. Während seiner Reise arbeitete er als Steward in der Krankenstation. Eine finanzielle Zuwendung seines Onkels als Startkapital ermöglichte es ihm 1926 an der Académie Julian und der Académie Colarossi in Paris und von 1926 bis 1932 an der Central School of Arts and Crafts in London zu studieren, wo er Schüler bei Bernard Meninsky und Archibald Standish Hartrick war.

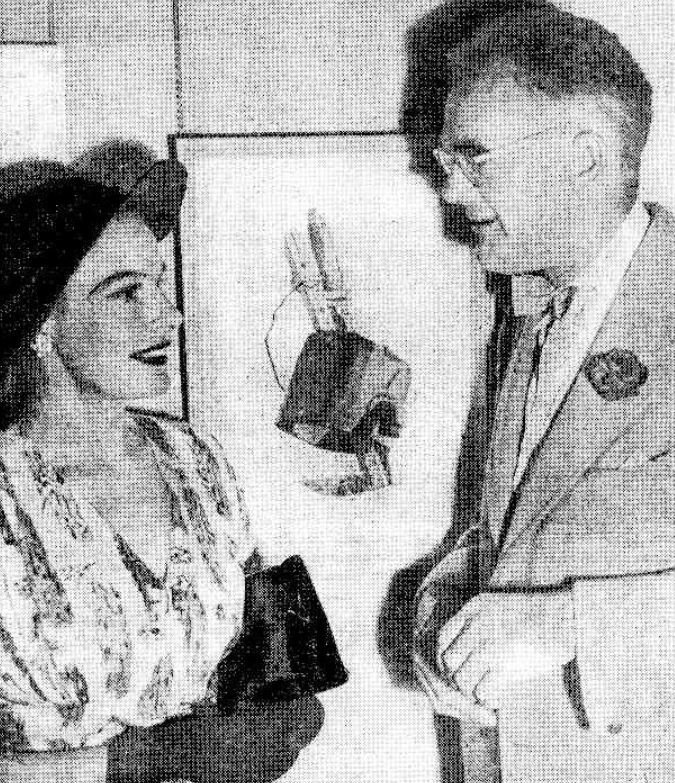
Hal Missingham und seine Ehefrau Esther, 1953.

Am 24. Juli 1930 heiratete er in London Esther Mary Long, eine Verkäuferin in einer Tuchhandlung und die Schwester eines Kollegen an der Kunstschule. Im gleichen Jahr erhielt er ein Kunststipendium des London County Council, das er jedoch 1932 aufgab und stattdessen als Werbegrafiker arbeitete und von 1933 bis 1939 an der London Central School lehrte.
1940 kehrte Missingham nach Westaustralien zurück und arbeitete dort als Künstler und Fotograf für J. Gibbney & Son. Im Folgejahr zog er nach Sydney, wo er angesichts des Zweiten Weltkriegs freiwillig in die Citizen Military Forces eintrat. Ab dem 27. November 1942 war er als Funker im Hauptquartier des Volunteer Defence Corps in Sydney tätig. Am 14. September 1943 wechselte er zur Second Australian Imperial Force und diente von 1943 bis 1944 im Signals Training Battalion in Bonegilla im australischen Bundesstaat Victoria, danach bis zu seiner Entlassung am 3. Juli 1945 in der Military History Section von New South Wales. In Sydney gründete er zusammen mit Rod Shaw, Bernard Smith, James Cant, Roy Dalgarno und Dora Chapman 1945 das Studio of Realist Art (SORA).

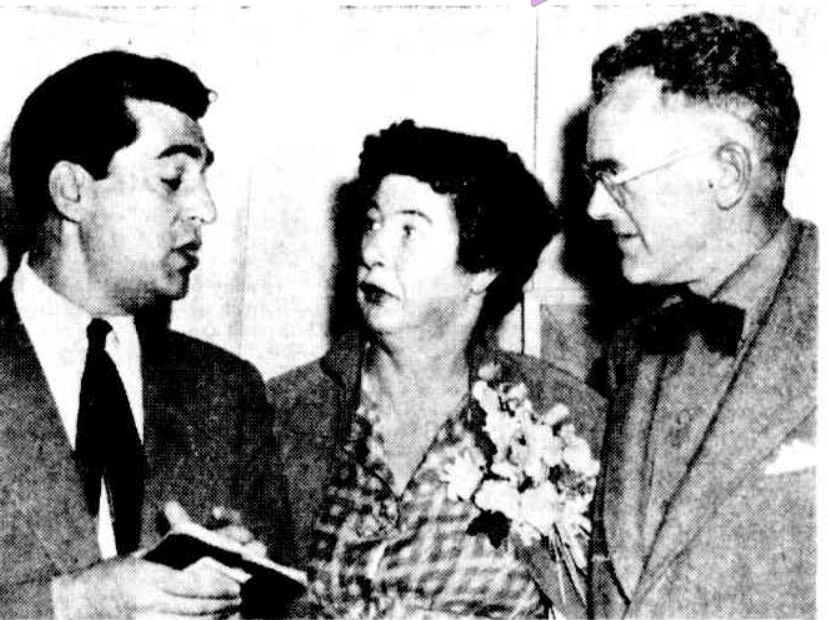
Claude Bonin-Pissarro (links), Organisator der Ausstellung French Painting Today auf französischer Seite und Hal Missingham (rechts), zusammen mit der Malerin Moya Dyring in Sydney, 1953.

Der Kunstverleger Sydney Ure Smith, für den Missingham als Illustrator gearbeitet hatte, ermutigte ihn zur Bewerbung um die Position des Direktors der National Art Gallery of New South Wales. Er wurde im Juli 1945 als Nachfolger von John Ashton für das Amt ausgewählt, das er ab September des Jahres bis zu seiner Pensionierung 1971 bekleidete. Gegen den anfänglichen Widerstand des Kuratoriums zeigte er eine fortschrittliche Haltung zu zeitgenössischer Kunst und dem Ankauf moderner australischer Werke. Er organisierte große Retrospektiven der Arbeiten von Russell Drysdale (1960), William Dobell (1964) und Sidney Nolan (1967), zudem mehrere internationale Ausstellungen, darunter die einflussreichen Veranstaltungen French Painting Today (1953) und Italian Art of the 20th Century (1956), die in allen Nationalgalerien Australiens gezeigt wurden. Während Missinhams Amtszeit wurde die Galerie zu einer beliebten Institution, die von einem professionellen Team unterstützt wurde. Ab 1968 leitete er den Bau des Captain-Cook-Flügels, der als Erweiterung der Galerie diente und dazu beitrug, die Galerie in ein Museum für Moderne Kunst zu verwandeln. Er hielt häufig Vorträge, eröffnete Ausstellungen und unterstützte und beriet Künstler. Obwohl Missingham seine eigene Malerkarriere nicht aufrechterhalten konnte zeichnete er wann immer er konnte und folgte seiner Leidenschaft für die Fotografie. Von 1952 bis 1955 war er Präsident des Australian Watercolour Institute. Zudem war er der Verfasser von elf Büchern.
1971 löste ihn Peter Laverty als Direktor der Galerie ab, worauf sich Missingham nach Westaustralien zurückzog und die Aquarellmalerei wieder aufnahm. Er zeigte seine Arbeiten auf zahlreichen Ausstellungen, insbesondere in den Greenhill Galleries von Perth. 1978 erhielt er das Ehrenzeichen Order of Australia, 1953 die Queen Elizabeth II Coronation Medal und wurde im gleichen Jahr als Ritter in die französische Ehrenlegion aufgenommen. 1957 wurde er zum Ritter des Verdienstordens der Italienischen Republik und 1971 zum Ritter erster Klasse des norwegischen Sankt-Olav-Ordens ernannt. Von 1947 bis 1971 war er Fellow der Royal Society of Arts in London.
Im Jahr 1986 zerstörte ein Feuer das Atelier Missinghams in Darlington mit vielen seiner Werke, Negative, Kameras und Privatpapiere. Ein ihm zu seiner Pensionierung von 200 Künstlern, Schriftstellern und Dichtern aus dem In- und Ausland geschenktes Buch (Titel Fully Bound) mit Zeichnungen, Radierungen und Fotografien sowie Gedichten und Ehrungen überstand den Brand, da er es vorher der National Library of Australia übergeben hatte. Nach dem Unglück verschlechterte sich seine Gesundheit; eine Reihe von Schlaganfällen nahm ihm schließlich das Augenlicht. Als er 1994 an seinem Herzleiden starb hinterließ er seine Frau und zwei Söhne und wurde eingeäschert. Seine Werke sind in der National Gallery of Australia und allen Staatsgalerien Australiens sowie im British Museum und zahlreichen privaten Sammlungen vertreten. William Dobell, Judy Cassab und Vladas Meškėnas hatten ihn porträtiert.

## Veröffentlichungen
- Australian Alphabet (1942)
- An Animal Anthology (1948)
- A Student’s Guide in Commercial Art (1948)
- Good Fishing. A Handy Guide for Australia (1953)
- Hal Missingham Sketch Book (1954)
- My Australia (1969)
- Australia Close Focus. The Colour and Texture of a Continent (1970)
- They Kill You in the End (1973)
- Like a Bower Bird (1977)
- Design Focus (1978)
- Grass Trees of Western Australia: Blackboys & Blackgins (1978)

## Werke (Auswahl)
- Low tide Broome
- Balladonia rocks I, 1982
- Balladonia rocks II, 1982
- Doing the washing
- Summer creek
- A wild party, 1949
- The accident: Horse and fresh ice cart, 1947
- Windswept landscape, 1946
- The Crossing Woodenbong Creek, 1950
- Blackboy grove
- Summer creek
- Hazey day Honiton
- The sun bathers, 1936